# Wiener Freiwillige Rettungsgesellschaft

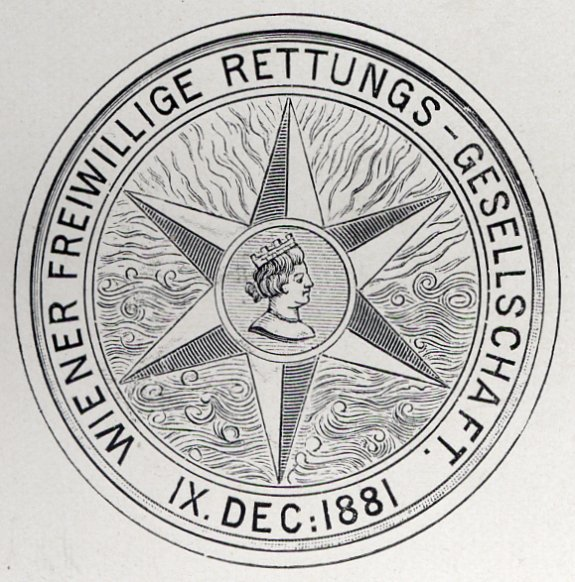
Wappen der Wiener Freiwilligen Rettungsgesellschaft

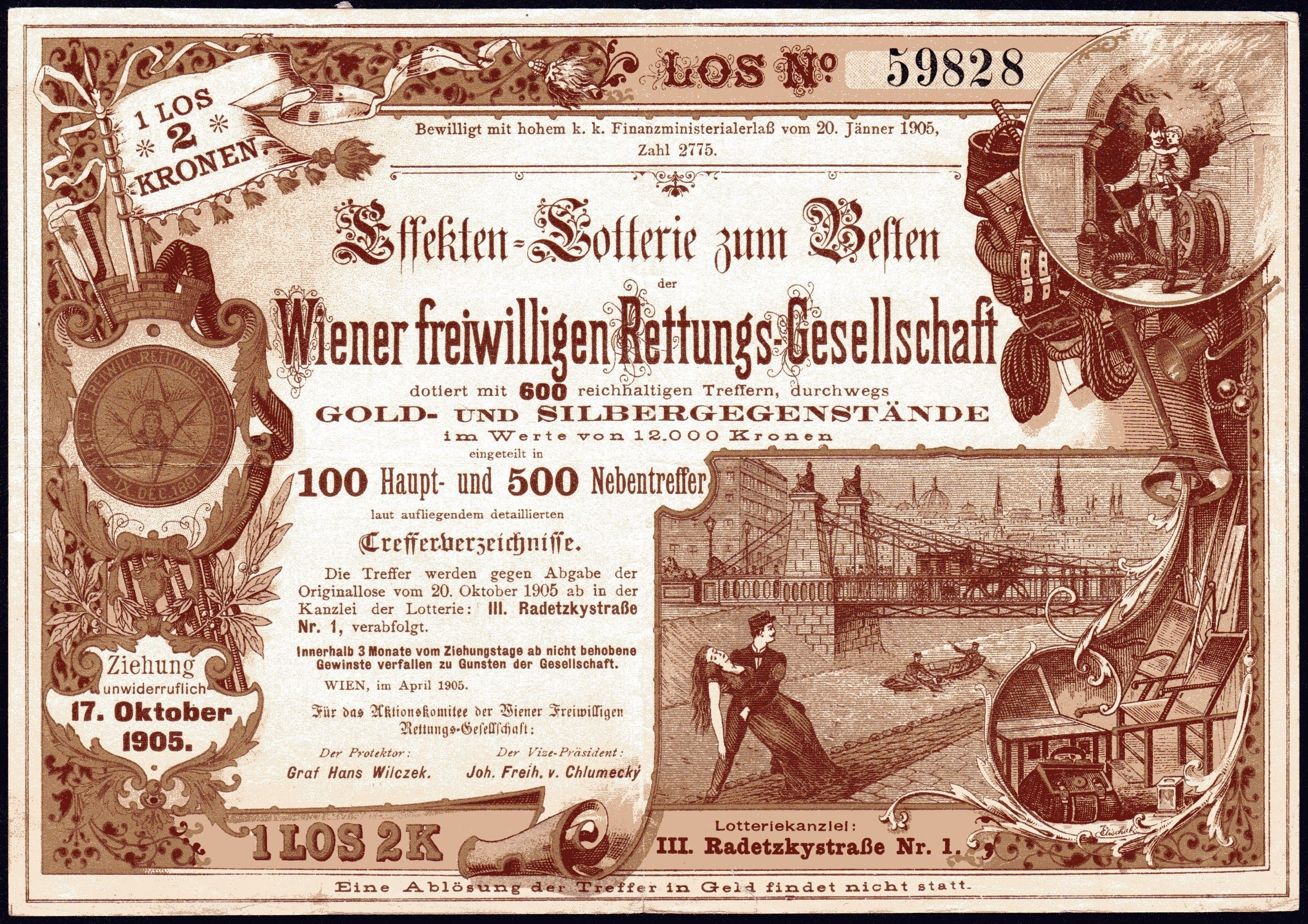
Lotterielos der Wiener Freiwilligen Rettungsgesellschaft vom April 1905

Die Wiener Freiwillige Rettungsgesellschaft war die erste Rettungsorganisation in Wien. Sie wurde im Dezember 1881 auf Privatinitiative gegründet und war bis 1938 tätig. In der Folge wurden ihre Aufgaben von der Stadt Wien übernommen.

## Geschichte

### 1881 / 1882: Gründung

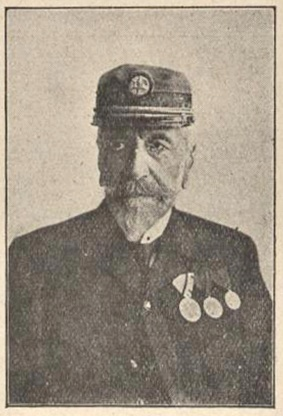
Johann Nepomuk Graf Wilczek in Uniform der Wiener Freiwilligen Rettungsgesellschaft

Die Wiener Freiwillige Rettungsgesellschaft wurde am 9. Dezember 1881, einen Tag nach dem Ringtheaterbrand, gegründet.
An die Spitze der neuen Organisation traten die drei Gründer
- Johann Nepomuk Graf Wilczek als Ehrenpräsident,
- Eduard Lamezan-Salins als Präsident und
- Jaromír Mundy als Generalsekretär.

Unterstützt wurden sie von einem neunköpfigen Aktionskomitee. Zu den Mitbegründern gehörte der Chirurg Theodor Billroth. Während Jaromír Mundy die Statuten ausarbeitete, überreichten Wilczek und Lamezan bei einer Audienz Kaiser Franz Joseph I. eine Denkschrift und baten ihn um Schutz und Protektion für die Rettungsgesellschaft, die dieser auch gewährte. Die am 9. Jänner 1882 bei der k.k. niederösterreichischen Statthalterei eingereichten Statuten der Gesellschaft wurden bereits am nächsten Tag genehmigt. Unverändert angenommen wurde auch der von der Wiener Freiwilligen Rettungsgesellschaft gemachte Vorschlag zum Verhältnis der Rettungsgesellschaft zu den verschiedenen Behörden.
Zwecks Mitgliederwerbung wurden in der Stadt Plakate mit der Aufforderung, der Rettungsgesellschaft beizutreten, affichiert und in Wohnhäusern Formulare zur Beitrittserklärung verteilt. Die Zahl der Beitrittswilligen blieb jedoch hinter den Erwartungen zurück. Zu den neuen Mitgliedern des freiwilligen Sanitätsdienstes zählten vor allem Mitglieder der Freiwilligen Feuerwehren aus den (zehn Jahre später eingemeindeten) Vororten Wiens (150 Mann), Angehörige verschiedener Ruderklubs (80 Mann) und 60 Turner des Ersten Wiener Turnvereins.
Zur ersten Versammlung der fast 400 angemeldeten Mitglieder am 18. Mai 1882 erschienen 232. Bei einer weiteren Sitzung am 21. Oktober im Akademischen Gymnasium fand sich niemand, der bereit war, zur Tageszeit Dienst zu tun, und lediglich ein Mann war bereit, seinen Sonntag zu opfern. Von dieser Personalnot gezwungen, rief die Rettungsgesellschaft Medizinstudenten dazu auf, sich am Dienst in den zukünftigen Rettungsstationen zu beteiligen.
Ab November 1882 hielt Albert Mosetig von Moorhof als Chefchirurg der Rettungsgesellschaft die österreichweit ersten Samaritervorträge zur Ausbildung von Sanitätspersonal für die Rettungsgesellschaft.
Im Dezember 1882 wurde mit dem k.u.k. Reichs-Kriegsministerium eine Vereinbarung über die Unterstützung der Militärsanitätspflege und am 12. Jänner 1883 ein weiteres Abkommen mit dem k.k. Handelsministerium über die Hilfeleistung bei Eisenbahnunfällen getroffen. Im Rahmen dieser Vereinbarung wurden den Bahnhöfen Wiens kostenlos 100 Tragbahren zur Verfügung gestellt.

### 1883: Die ersten Rettungsstationen

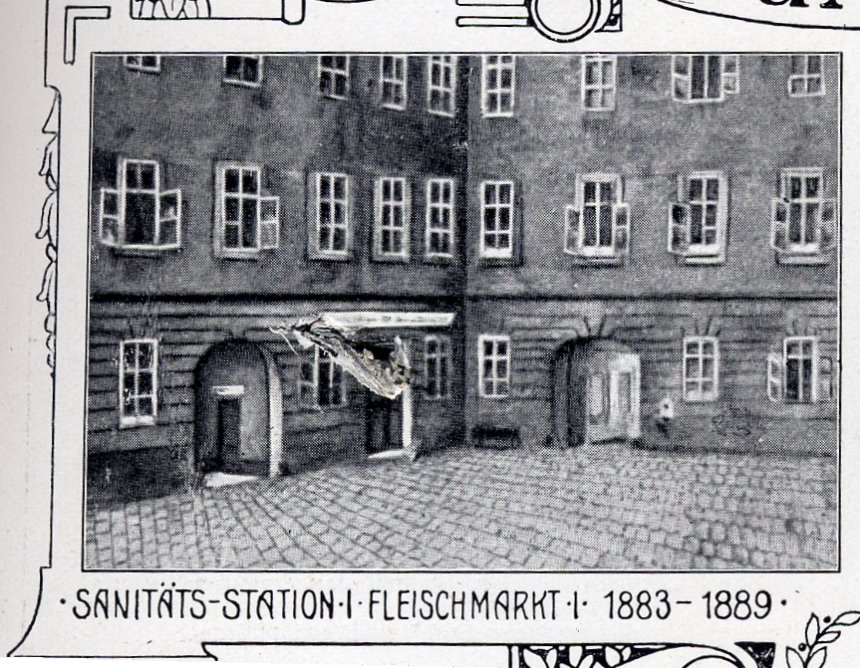
Sanitätsstation Fleischmarkt

Nach der erfolgten Ausbildung der ersten Samariter wurden im Haus Fleischmarkt 1 (Ecke Rotenturmstraße, nahe dem Schwedenplatz) im 1. Bezirk zwei Räumlichkeiten angemietet und darin die erste Sanitätsstation eingerichtet. Erstmals besetzt wurde diese Station am 1. Mai 1883, erstmals wegen eines Unfalls in Anspruch genommen wurden die dort stationierten Sanitäter am 2. Mai. Zur Erleichterung der Alarmierung erhielt die Sanitätsstation später auch eine direkte Telefonverbindung mit der Polizeidirektion.
Eine zweite Sanitätsstation wurde im Haus Giselastraße 1 (heute Bösendorferstraße; Ecke Kärntner Straße, nahe der Wiener Staatsoper), ebenfalls im 1. Bezirk, eingerichtet und am 20. Mai 1885 eröffnet.
Trotz des Wohlwollens, das Kaiser Franz Joseph I. und andere hochgestellte Persönlichkeiten, beispielsweise Kronprinz Rudolf, Erzherzog Rainer, Erzherzog Wilhelm, Erzherzog Karl Ludwig, die deutsche Kaiserin Augusta, Ismail Pascha, König Milan von Serbien und der japanische Kronprinz, der Wiener Freiwilligen Rettungsgesellschaft entgegenbrachten, wurde diese immer wieder in ihrer Entwicklung behindert. Von der Gemeinde Wien etwa wurde nur in der Gründungszeit eine niedrige Subvention gewährt, die später gänzlich eingestellt wurde. Teile der Ärzteschaft sahen in der neuen Organisation zunächst eine Konkurrenz, die den eigenen Interessen schadete.
Ab 1886 wurden an 20 belebten Orten der Stadt Tragbahren für den öffentlichen Gebrauch aufgestellt, um im Notfall für plötzlich Erkrankte oder Verunfallte rascher Transportmittel zur Verfügung zu haben.

### 1889–1896: Zentralsanitätsstation Stubenring

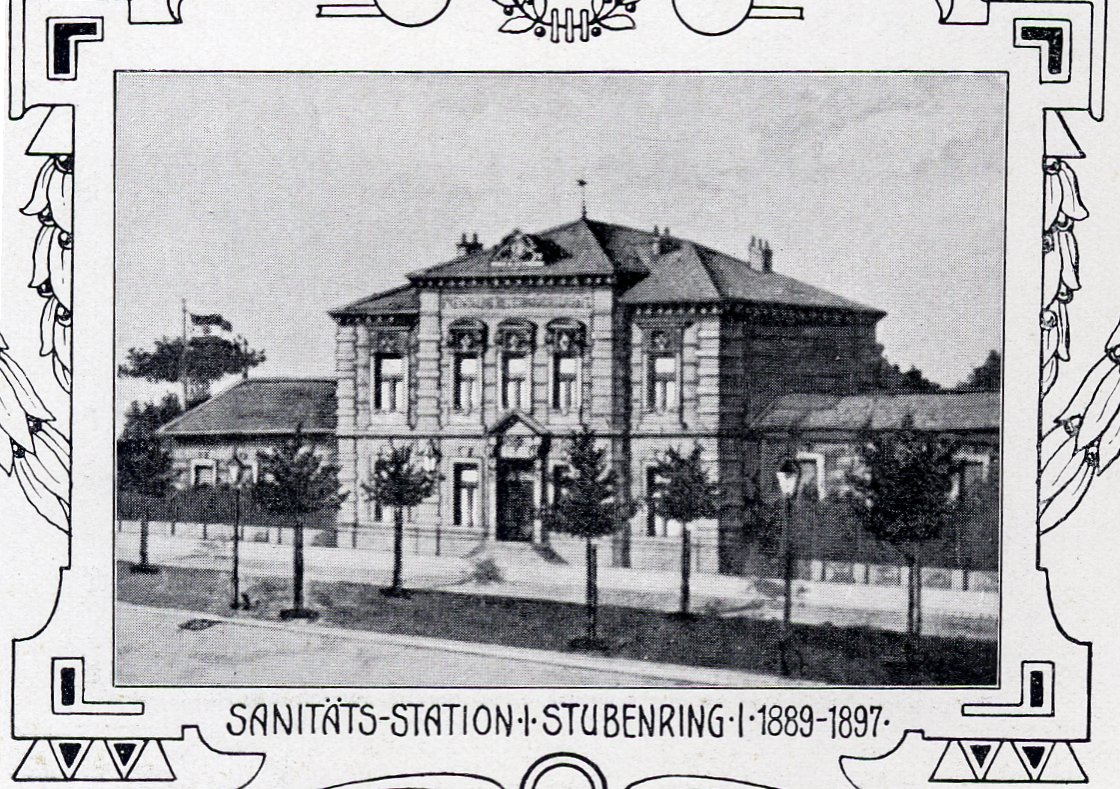
Zentralsanitätsstation Stubenring

Steigender Platzbedarf in den beiden Rettungsstationen am Stubenring und in der Giselastraße sowie die steigende Belastung durch die Mietzinse führten schließlich zur Errichtung der ersten Rettungszentrale.
1889 wurde die Zentralsanitätsstation am Stubenring 1 (dem späteren Bauplatz des k.u.k. Kriegsministeriums) eröffnet. Sie wurde nach Plänen des Architekten Ferdinand Hrach vom Stadtbaumeister Josef Tischler errichtet. Noch vor der Fertigstellung der Zentralsanitätsstation wurden die beiden bisherigen Rettungsstationen geschlossen und provisorisch in Baracken in der Nähe des künftigen Standortes untergebracht.
Am 25. März 1890 besichtigte Kaiser Franz Joseph I. die neue Zentrale. Noch im gleichen Jahr folgten Besuche durch Erzherzog Carl Ludwig, Kronprinzessin-Witwe Stephanie sowie den damaligen Prince of Wales, Albert Eduard von Sachsen-Coburg und Gotha, später König Eduard VII. Nach seinem Selbstmord wurde Jaromír Mundy 1894 hier aufgebahrt.
Die Eingemeindung der Vororte 1892 vergrößerte den Zuständigkeitsbereich der Wiener Freiwilligen Rettungsgesellschaft. Dazu wurde das Personal in der Zentralsanitätsstation aufgestockt. Provisorisch wurden einige Baracken als Dependance eingerichtet.
Das Wiener Stadtbauamt riet von der baulichen Erweiterung der Sanitätszentrale ab. Diese würde in einigen Jahren der Errichtung neuer Verkehrsanlagen ohnehin zum Opfer fallen. Der Wienfluss war damals nämlich noch nicht fertig reguliert, der Stubenring nicht in seine definitive Lage gebracht, weil auf der anderen Straßenseite noch die Franz-Joseph-Kaserne im Weg war, die Wiener Stadtbahn, die das Grundstück unterqueren sollte, war noch nicht gebaut.
Anfang 1896 schließlich wurde die Wiener Freiwillige Rettungsgesellschaft darüber informiert, dass das Areal, auf dem sich die Zentralsanitätsstation Stubenring befand, bis Jahresende vollständig geräumt werden musste. Grund dafür war der Bau der Wiener Stadtbahn.

### Seit 1897: Zentralsanitätsstation Radetzkystraße

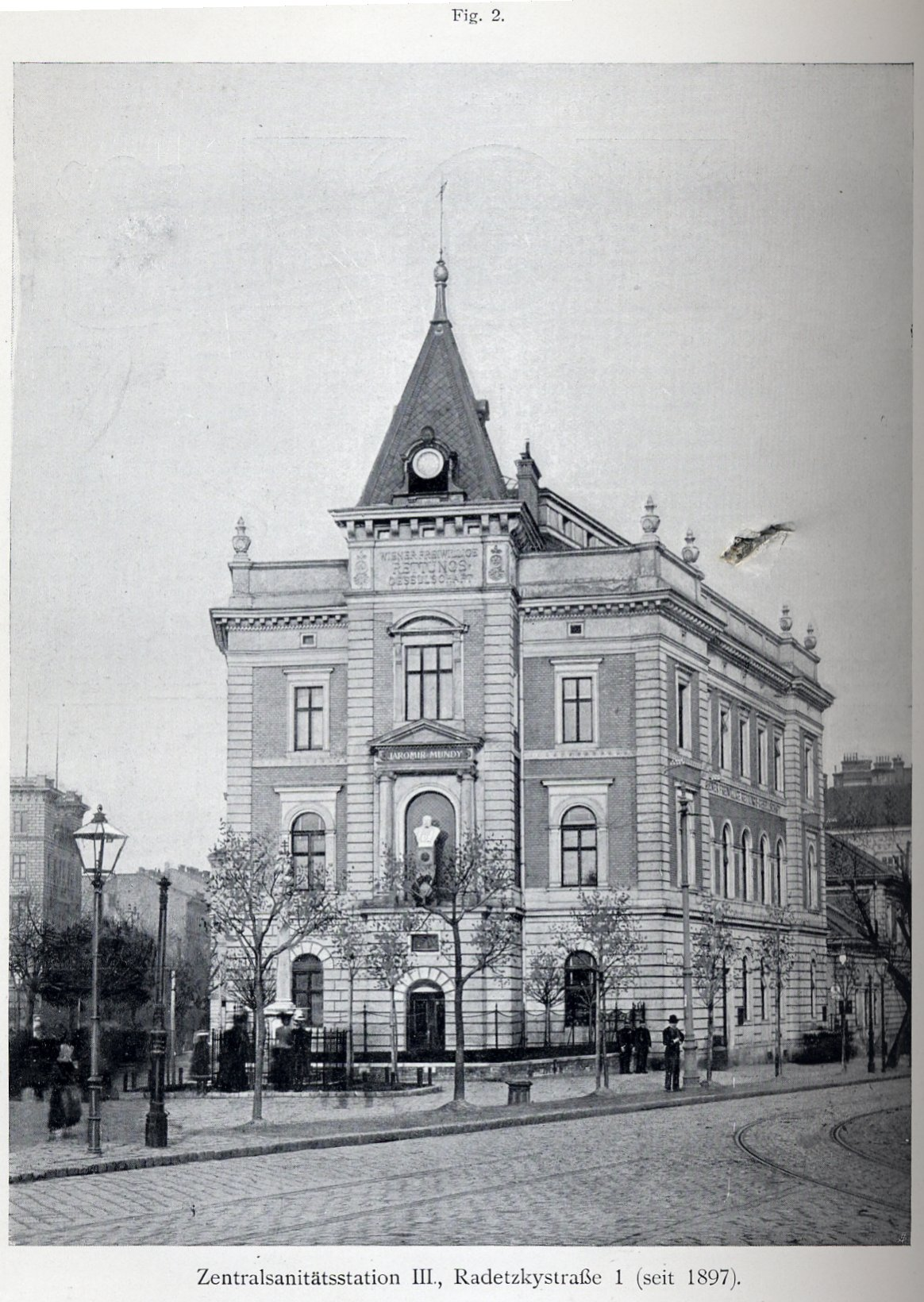
Zentralsanitätsstation Radetzkystraße, bis heute in Betrieb

Auf Intervention von Kaiser Franz Joseph I. wurde vom Wiener Stadterweiterungsfonds jenseits des Wienflusses an der Radetzkystraße eine Parkanlage als Ersatzgrundstück zur Verfügung gestellt. So wie schon die erste Zentralsanitätsstation wurde auch diese von Ferdinand Hrach geplant. Errichtet wurde sie von der Wiener Union-Baugesellschaft. Am 18. Juni 1897 konnte das neue Gebäude im 3. Bezirk, Radetzkystraße 1, in unmittelbarer Nähe zum Stadtzentrum, eingeweiht werden. Die Weihe erfolgte durch Titularerzbischof Eduard Angerer in Gegenwart des Kaisers und weiterer hoher Würdenträger. Die Station ist bis heute in Betrieb.

### 1900: Eisenbahnambulanzwagen
Mit der Eröffnung der Wiener Stadtbahn stellte die Rettungsgesellschaft 1900 einen vom Eisenbahnministerium zur Verfügung gestellten und entsprechend adaptierten Eisenbahnambulanzwagen in Dienst. Stationiert wurde dieser mit acht Liegeplätzen und Sanitätsmaterial ausgestattete Waggon als Bestandteil des technischen Hilfszuges in der der Zentralsanitätsstation nahegelegenen Station Hauptzollamt der Stadtbahn. Zum Einsatz kommen sollte dieser Eisenbahnambulanzwagen bei Unglücksfällen im Netz der Wiener Stadtbahn. Am 21. November 1900 wurde dieser Waggon dem k.k. Ministerpräsidenten Ernest von Koerber, k.k. Eisenbahnminister Heinrich von Wittek, k.k. Statthalter Erich Graf von Kielmansegg und weiteren Gästen vorgeführt.

### 1905: Erstes Rettungsauto
Aus Anlass des 20-jährigen Bestandsjubiläums der Rettungsgesellschaft wurde 1901 an neun Orten an der Donau und dem Donaukanal Rettungsgerät zur Rettung Ertrinkender installiert. Zusätzlich wurden an Häusern Blechtafeln mit Instruktionen zur Wiederbelebung Ertrinkender angebracht.
In einer Sitzung am 30. September 1903 wurde wegen der großen räumlichen Ausdehnung Wiens die probeweise Einführung von Automobilen, aber auch die Errichtung von Filialen in den Außenbezirken beschlossen. Das erste Filialgebäude wurde am 1. Februar 1905 in Betrieb genommen. Am gleichen Tag wurde der neue Ambulanzwagen der Österreichischen Daimlermotoren-Gesellschaft in Wiener Neustadt, das erste Rettungsauto, in Dienst gestellt und in der Zentralsanitätsstation stationiert.

### 1905: Filialsanitätsstation Graf-Wilczek-Stiftungshaus

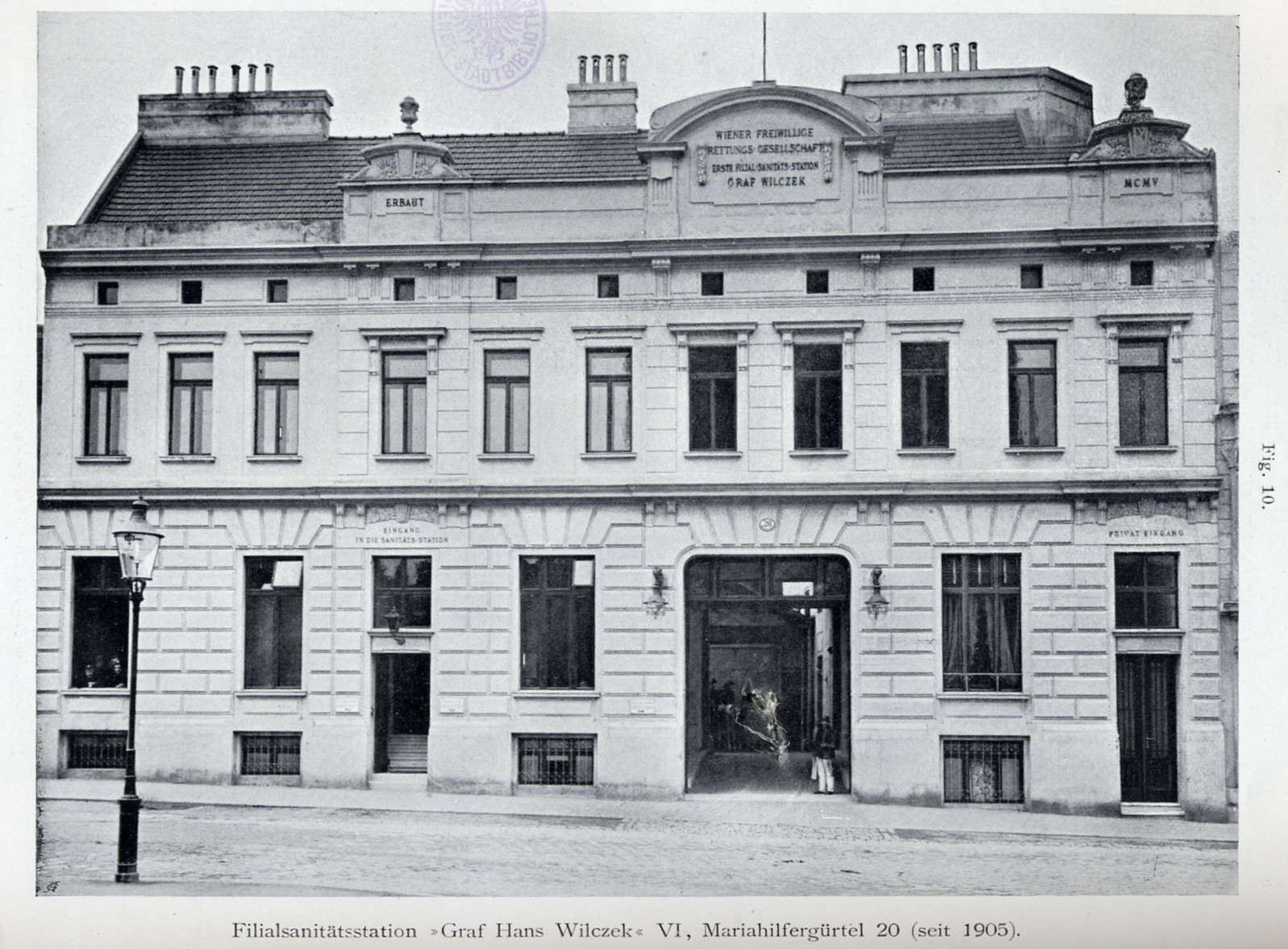
Filialsanitätsstation „Graf Hans Wilczek“, Mariahilfer Gürtel, heute meistbeschäftigte Wiener Rettungsstation

Einem Beschluss vom 30. September 1903 folgend, wurde auf einem Baugrund am Mariahilfer Gürtel nach Plänen des Architekten Bernhard Pichler von der Union-Baugesellschaft unter der Leitung des Architekten Humbert Walcher von Molthein die erste Filialsanitätsstation errichtet. Der Spatenstich erfolgte am 20. Juli 1904, am 1. Februar 1905 wurde das Gebäude dem Sanitätsdienst übergeben.
Nathaniel Meyer von Rothschild, der die Wiener Freiwillige Rettungsgesellschaft immer wieder mit großen Summen unterstützte und ihr so wie sein Nachfolger Alfons von Rothschild auch jahrelang die Erträge aus der Besichtigung seiner Glashäuser zukommen ließ, unterstützte auch die Errichtung dieser Filialsanitätsstation finanziell.
Aus dem sogenannten Graf-Wilczek-Stiftungshaus entwickelte sich die heutige Rettungsstation Mariahilf der Berufsrettung Wien. Sie zählt zu den meistfrequentierten Rettungsstationen Österreichs und liegt auch im europaweiten Vergleich im Spitzenfeld.
Am 1. November 1906 verfügte das Reichskriegsministerium (wie es bis 1911 hieß), in Ausbildung stehende Militärärzte zur praktischen Ausbildung in Erster Hilfe bei Unfällen turnusmäßig den beiden Sanitätsstationen der Rettungsgesellschaft zum Dienst zuzuteilen.

### 1914–1918: Hilfe im Ersten Weltkrieg
Während des Ersten Weltkriegs organisierte die Wiener Freiwillige Rettungsgesellschaft entsprechend dem Abkommen vom Dezember 1882 mit dem Kriegsministerium sowohl den Transport von Verwundeten zwischen den Bahnhöfen, Krankenhäusern und Sanitätsanstalten in Wien als auch die Verpflegung der Verwundeten durchreisender Truppen auf dem Nordwestbahnhof.
Außerdem organisierte die Rettungsgesellschaft einen eigenen Lazarettzug mit 138 Plätzen, um Verwundete aus dem Kriegsgebiet in Krankenhäuser im Hinterland zu bringen. Das Kommando über diesen Lazarettzug hatte Hans Graf Wilczek inne. Auf insgesamt 165 Fahrten wurden 44.821 Verwundete transportiert und eine Strecke von 159.640 Kilometern zurückgelegt.
Nach Kriegsende wurden Kleidersammlungen für Bedürftige organisiert und öffentliche Ausspeisungen beim Stadtpark abgehalten.

### 1918–1938: Finanzielle Probleme
Infolge der Auflösung der Monarchie kam die Wiener Freiwillige Rettungsgesellschaft um zahlreiche finanzkräftige Großspender, was die von Spenden abhängige Organisation in wirtschaftliche Schwierigkeiten brachte. Mit der Gemeinde Wien wurden mehrfach Verhandlungen über eine Übernahme geführt, doch dies wurde von der Gemeinde immer abgelehnt. Lediglich finanzielle Unterstützungen wurden gewährt.
Im Jahr 1922 wurde die Wiener Freiwillige Rettungsgesellschaft als Verein neu organisiert.

### 1938: Auflösung im „Dritten Reich“
Am 16. März 1938 wurden in einem Schreiben alle Mitglieder der Wiener Freiwilligen Rettungsgesellschaft aufgefordert, ihre eigenen Taufscheine und jene ihrer Eltern bis zum 31. März 1938 zur Kontrolle vorzulegen. Ein Verbot von Spendensammlungen durch Vereine oder Verbände brachte die Rettungsgesellschaft in Schwierigkeiten.
Durch einen Beschluss des NS-Bürgermeisters Hermann Neubacher wurde die Wiener Freiwillige Rettungsgesellschaft am 1. September 1938 ebenso von der Wiener Berufsfeuerwehr übernommen wie am 15. Oktober des gleichen Jahres die Städtische Sanität (damals Magistratsabteilung 26). Am 1. April 1940 wechselte die Betriebsführung des Rettungs- und Sanitätsdienstes als Gemeindeverwaltung des Reichsgaues Wien Rettungsdienst zum Gesundheitsamt der Stadt Wien.
Heute wird der Rettungsdienst von der Magistratsabteilung 70 – Berufsrettung Wien wahrgenommen.

## Samariterschule
Beim Bau der Zentralsanitätsstation Radetzkystraße wurde auch ein Vortragssaal eingerichtet, um eine Samariterschule einrichten zu können. Eröffnet wurde diese am 23. November 1897 durch einen von Friedrich von Esmarch gehaltenen Festvortrag.
Die hier abgehaltenen Kurse bestanden aus acht Vorträgen. Deren Themen spezialisierten sich neben allgemeinen Unterweisungen auch auf die verschiedenen Berufskategorien (Feuerwehrleute, Polizisten, Lehrer, Eisenbahnbedienstete …) und entsprechende berufstypische Unfälle und Verletzungen.

## Einsätze
Die Wiener Freiwillige Rettungsgesellschaft leistete nicht nur in Wien Hilfe, sondern auch außerhalb der Stadt und im Ausland. So etwa
- 1895 nach einem Erdbeben in Laibach,
- 1897 bei einer Überschwemmung in Prag und
- 1898 nach einem Erdbeben auf Sizilien.

## Tochtergesellschaften
In den Statuten hatte sich die Wiener Freiwillige Rettungsgesellschaft auch die Gründung und Förderung ähnlicher Gesellschaften an anderen Standorten zum Ziel gesetzt. Zu diesem Zweck wurden komplett eingerichtete Sanitätsstationen und Sanitätswagen geschenkweise zur Verfügung gestellt. Eigene Funktionäre halfen den neu gegründeten Gesellschaften dabei, die Anfangsprobleme zu überwinden.
Auf diese Art der Gründungshilfe gehen das am
- 13. September 1890 gegründete Prager Freiwillige Rettungskorps, die am
- 24. März 1891 gegründete Sanitätsabteilung des Brünner Turnvereins, die am
- 5. Juni 1891 gegründete Krakauer Freiwillige Rettungsgesellschaft, die am
- 16. Juni 1891 gegründete Triester Freiwillige Rettungsgesellschaft, die am
- 20. März 1893 gegründete Lemberger Freiwillige Rettungsgesellschaft, die am
- 21. Juli 1893 gegründete Innsbrucker Freiwillige Rettungsgesellschaft und die am
- 10. Jänner 1894 gegründete Abbazianer Freiwillige Rettungsgesellschaft und die am
- 9. Mai 1896 gegründete Budapester Freiwillige Rettungsgesellschaft zurück.

In geringerem Ausmaß wurden Freiwillige Rettungsabteilungen und Freiwillige Rettungsgesellschaften in Amsterdam, Baden, Bielitz, Budweis, Bukarest, Czernowitz, Frankfurt am Main, Helsinki, Johannesburg, Kiew, Klagenfurt, Kopenhagen, Korneuburg, Laibach, Linz, Odessa, Reichenberg, Salzburg, St. Petersburg, Sao Paulo, Teplitz-Schönau, Troppau, Warschau und andere in ihrem Entstehen unterstützt.

## Ausstellungen

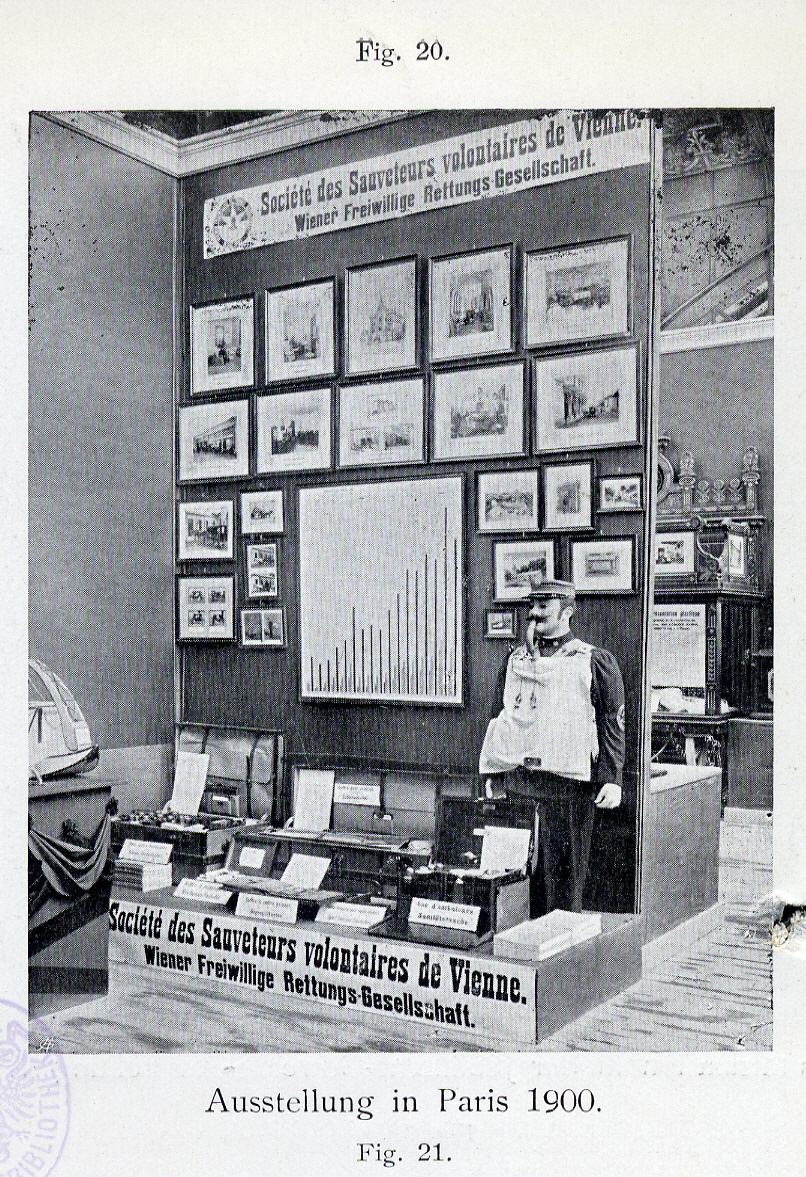
Präsentation der Wiener Freiwilligen Rettungs-Gesellschaft in Paris, 1900

Während der Wiener Freiwilligen Rettungsgesellschaft in der Öffentlichkeit die Anerkennung für ihre Leistungen lange Zeit verwehrt blieb, erntete sie mit ihren Präsentationen bei verschiedenen internationalen Ausstellungen immer wieder Lob.
- 1882: Ausstellung der Landwirtschaftlichen Gesellschaft in Wien
- 1883: Hygienische Ausstellung in Berlin – Internationale Elektrische Ausstellung in Wien – Pharmaceutische Ausstellung in Wien
- 1888: Niederösterreichische Gewerbe-Ausstellung in Wien
- 1890: Land- und forstwirtschaftliche Ausstellung in Wien
- 1892: Musik- und Theater-Ausstellung in Wien
- 1894: Ausstellung für Volksernährung und Armeeverpflegung in Wien
- 1898: Jubiläumsausstellung in Wien
- 1900: Ausstellung für Krankenpflege in Frankfurt am Main – Weltausstellung in Paris
- 1901: Ausstellung für Feuerschutz und Feuerrettungswesen in Berlin
- 1902: Ausstellung für Feuerschutz und Feuerrettungswesen in Salzburg
- 1904: Ausstellung für Spiritusverwertung und Gärungsgewerbe in Wien – Lehrlingsausstellung in Wien
- 1906: Straßenfahrzeug-Ausstellung in Wien – Hygienische Ausstellung in Wien – Jubiläums-Ausstellung in Bukarest – Internationale Ausstellung in Mailand

In allen diesen Ausstellungen wurde die Gesellschaft durch die Verleihung von Preisen und Ehrendiplomen ausgezeichnet.

## Publikationen
Die Gesellschaft gab ab Januar 1882 in den ersten sechs Monaten ihres Bestehens die Monatsblätter der Wiener Freiwilligen Rettungs-Gesellschaft in monatlichen bzw. zweimonatlichen Abständen heraus. Ab Juli 1882 erschienen diese – immer noch unter dem Titel Monatsblätter – als Vierteljahresschriften, in denen jeweils drei Nummern zusammengefasst waren. Zudem wurden Jahresberichte veröffentlicht.

## In der Literatur
- In der sozialdemokratischen „Arbeiter-Zeitung“ vom 25. Dezember 1896 veröffentlichte Max Winter unter dem Titel Im Zeichen der rothen Laterne – ein Tag bei der Rettungsgesellschaft eine Zusammenfassung seiner Erlebnisse vom 23. Dezember, den er bei der Wiener Freiwilligen Rettungsgesellschaft verbrachte.[6]
- Im vom Verlag Moritz Perles 1910 verlegten Buch Unter den Obdachlosen von Messina – Aus den Tagebüchern der Wiener Freiwilligen Rettungsgesellschaft schildert der Arzt Isidor Rosner den zwischen 3. und 31. Jänner 1909 erfolgten Hilfseinsatz der Rettungsgesellschaft nach dem Erdbeben auf Sizilien.
- Im Februar 1912 veröffentlichte Karl Kraus in der „Fackel“ den Artikel Ich rufe die Rettungsgesellschaft. Darin stellt er die Frage, ob die Wiener Freiwillige Rettungsgesellschaft einer jungen Selbstmörderin, die ihr zuvor testamentarisch ihr gesamtes Vermögen vermachte, einen Grabstein bezahlt oder nicht.[7]
- Im 1950 erschienenen Roman Wir kommen – Ein historischer Roman der Wiener freiwilligen Rettungsgesellschaft beschreibt Irmengard Stuppöck in Anlehnung an die tatsächliche Geschichte die Entwicklung der Rettungsgesellschaft von ihrer Gründung bis zum Zweiten Weltkrieg.

## Würdigung
- 1887 komponierte Johann Strauss  für die Rettungsgesellschaft den Marsch Freiwillige vor.
- 1981 brachte die Post eine Sonderbriefmarke zum 100-jährigen Bestehen des Sanitätsdienstes in Wien heraus.[8]
- 2009 veranstaltete das Bezirksmuseum Landstraße eine Ausstellung historischer Fotos zur Wiener Freiwilligen Rettungsgesellschaft
- Mehrere Verkehrsflächen sind nach Mitgliedern der Rettungsgesellschaft benannt: die Wilczekgasse und die Mundygasse in Favoriten, die Lamezanstraße in Liesing und die Charasgasse in der Landstraße.

## Sonstiges